# Сербсько-Угорська республіка Бараня-Бая
Сербсько-Угорська республіка Бараня-Бая (серб. Srpsko-mađarska republika Baranja-Baja/Српско-мађарска република Барања-Баја, угор. Baranya-Bajai Szerb-Magyar Köztársaság)) — держава, проголошена в місті Печ 15 серпня 1921 на окупованій після Першої світової війни частині території Угорщини. Назва держави походить від назви історичної області Бараня.

## Історія
Після військової поразки Австро-Угорщини в жовтні 1918 року територія Барані переходить під контроль сербської армії і управлялася адміністрацією з Нові-Сада. У 1919 р. в Печ емігрували багато комуністичних втікачів з Будапешту, рятуючись від «білого терору» адмірала Горті.
За підсумками Паризької мирної конференції Бараня відходила до Угорщини, і це рішення було зустрінуте загальними страйками і масовими демонстраціями проти приєднання. В результаті 14 серпня на Великому народному зібранні художник Петар Добрович запропонував створити незалежну республіку, яка має містити область Бараня і деякі прилеглі території. Рішення було прийнято, Петар Добрович став президентом нової республіки.
Але уряду республіки так і не вдалося домогтися міжнародного визнання. Відразу після відходу сербської армії на її територію увійшла угорська армія, і республіка перестала існувати.